# Numto
Numto (ros. Нумто) – wieś (dieriewnia) w Rosji, w Chanty-Mansyjskim Okręgu Autonomicznym, w rejonie biełojarskim. W 2010 liczyła 224 mieszkańców.